# Kumasa
Kumasa (en grec, Κουμασα) és un poblet de Grècia situat a l'illa de Creta, al sud de la plana de Mesarà. Pertany a la unitat perifèrica d'Iràklio, al municipi i la unitat municipal de Gortina, i a la comunitat local de Vagionà. L'any 2011 tenia 69 habitants.

## Necròpoli minoica
A la rodalia de Kumasa, a la zona limítrofa entre les muntanyes Asterusia i la plana de Mesarà, s'ha excavat una necròpoli del període minoic. Les excavacions, les dirigí Stefanos Xanthoudidis al 1904 i 1906. Consta de tres tolos, denominats alfa, beta i èpsilon, una tomba rectangular anomenada gamma i un espai pavimentat conegut com a àrea zeta. El cementeri s'edificà en el període minoic antic IIA i, tot i que al final d'aquest període sembla que el tolos alfa i la tomba gamma foren abandonats, i continuà en ús fins al minoic mitjà I. Entre els objectes trobats a les tombes hi ha alguns objectes d'or, grans, segells d'ivori i pedra, atuells d'argila i pedra, gresols, fulles d'obsidiana, dagues de coure i argent —aquestes darreres, inusuals, ja que l'argent era rar en la Creta de l'edat del bronze—, figuretes —sis en representen dones nues, semblants a altres de la civilització ciclàdica—, pitxers antropomorfs i zoomorfs i altres objectes de metall com agulles i punxons.

## Galeria d'imatges
Peces trobades al jaciment arqueològic 

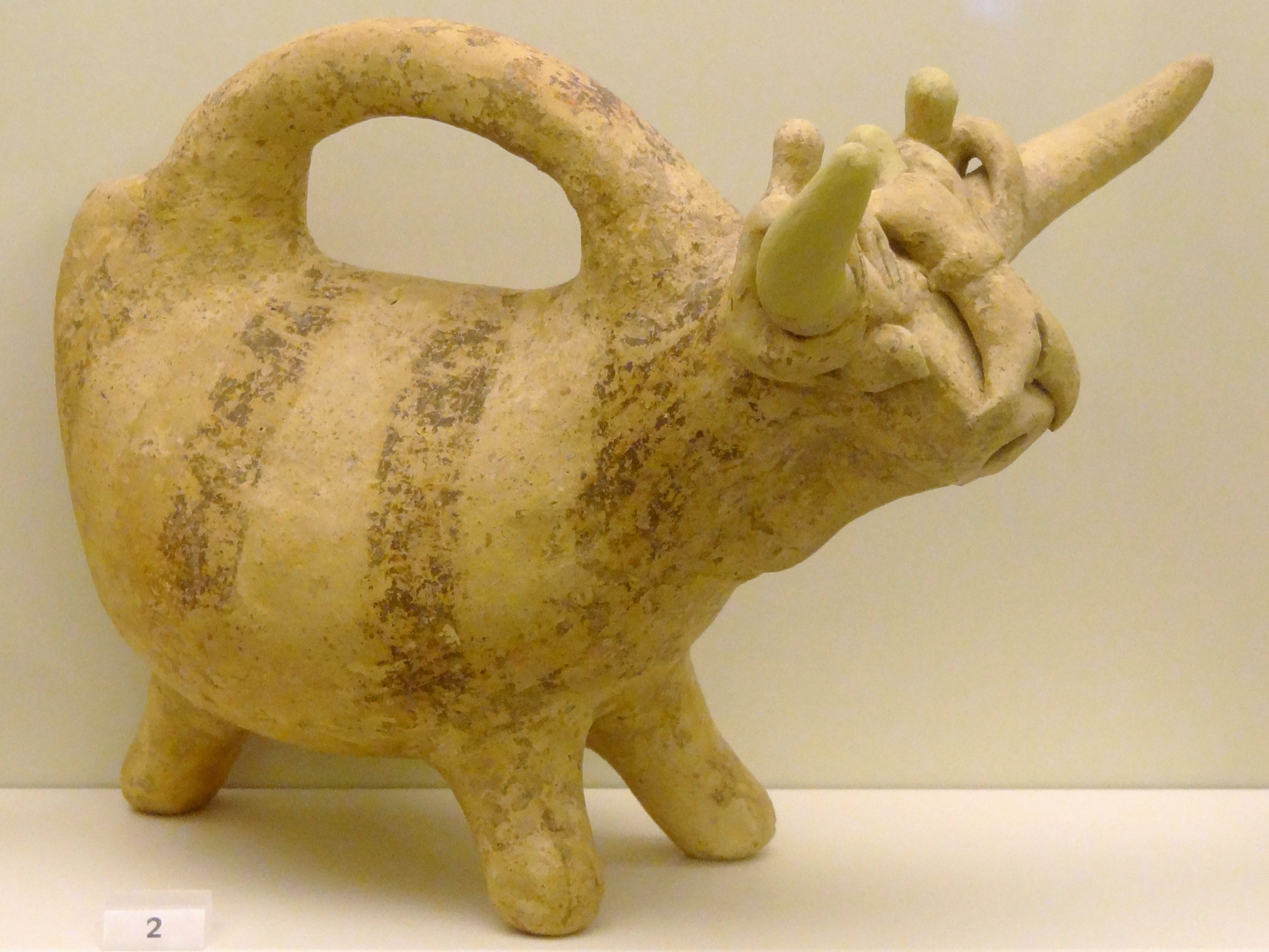
Un dels rítons trobats a la necròpoli de Kumasa
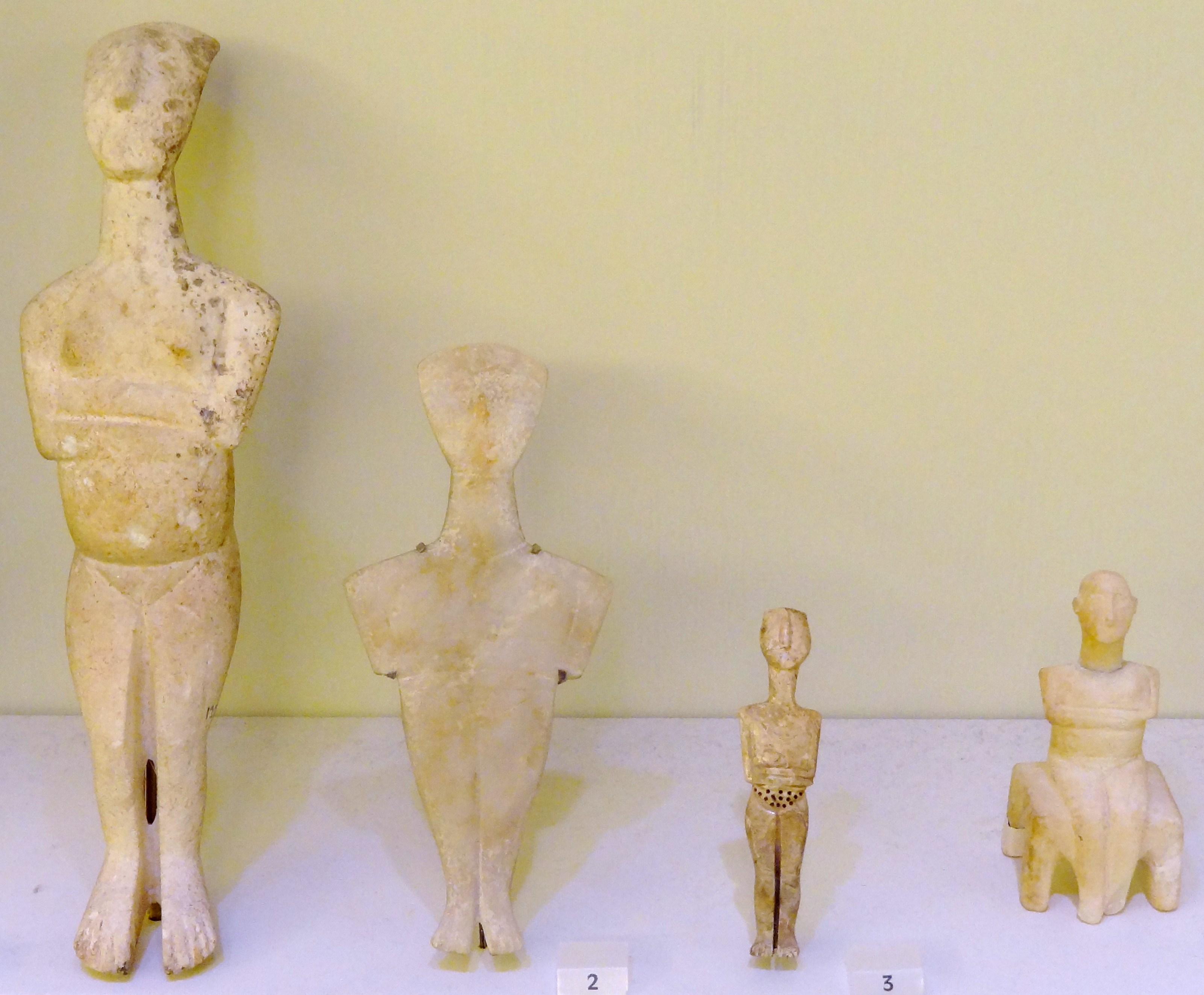
Figuretes de marbre trobades a Kumasa, potser de procedència ciclàdica
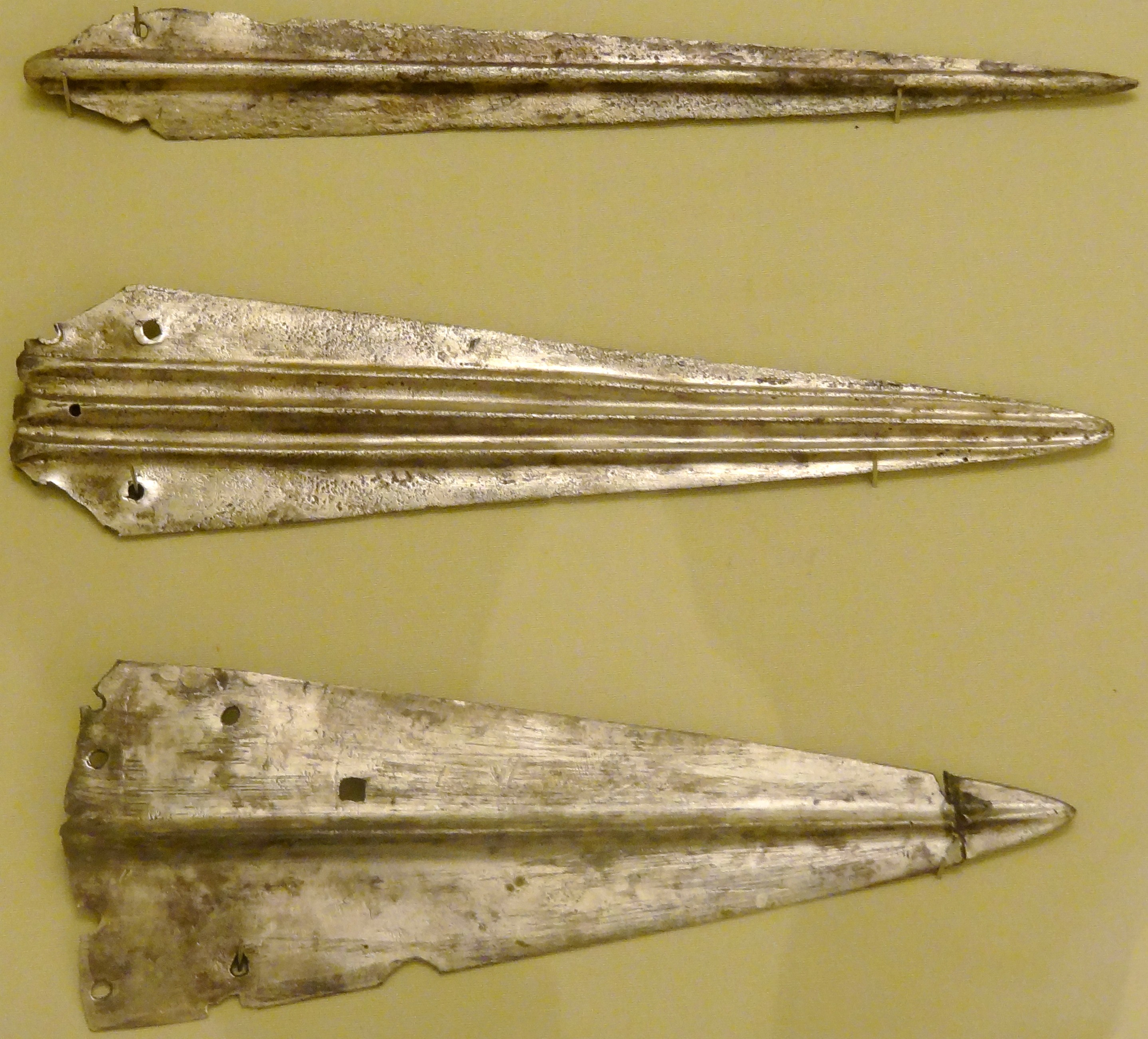
Daga de plata minoica (període pre-palatial, 2800-2300 aC) de Tekes (Heraklion), Platanos i Koumasa (Messara), exposada al Museu Arqueològic d'Heraklion, Creta, Grècia
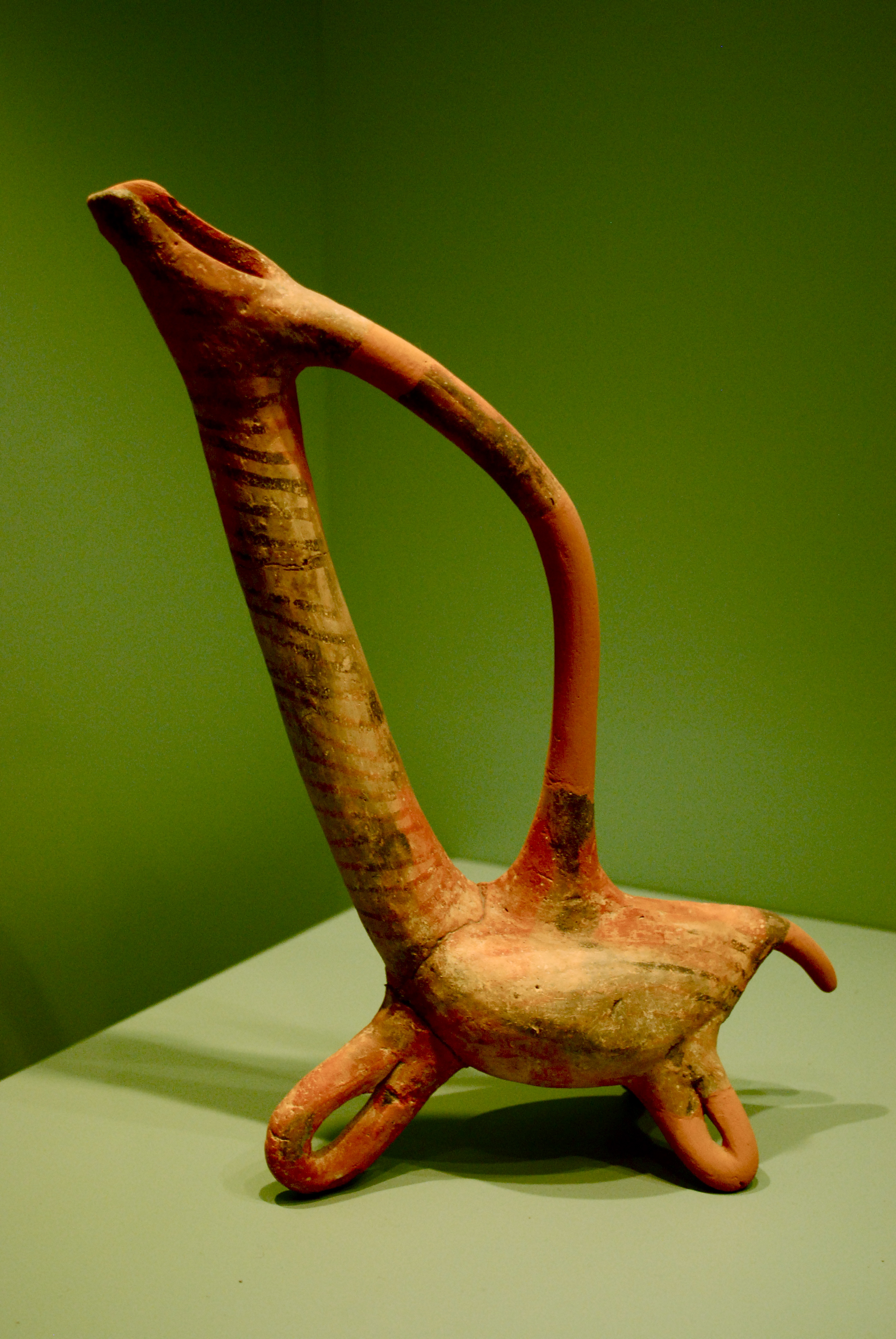
Vaixell primerenc amb forma d'ocell minoica. Vaixell Koumasa, 3000 - 2300 aC) Museu Arqueològic a Canea.
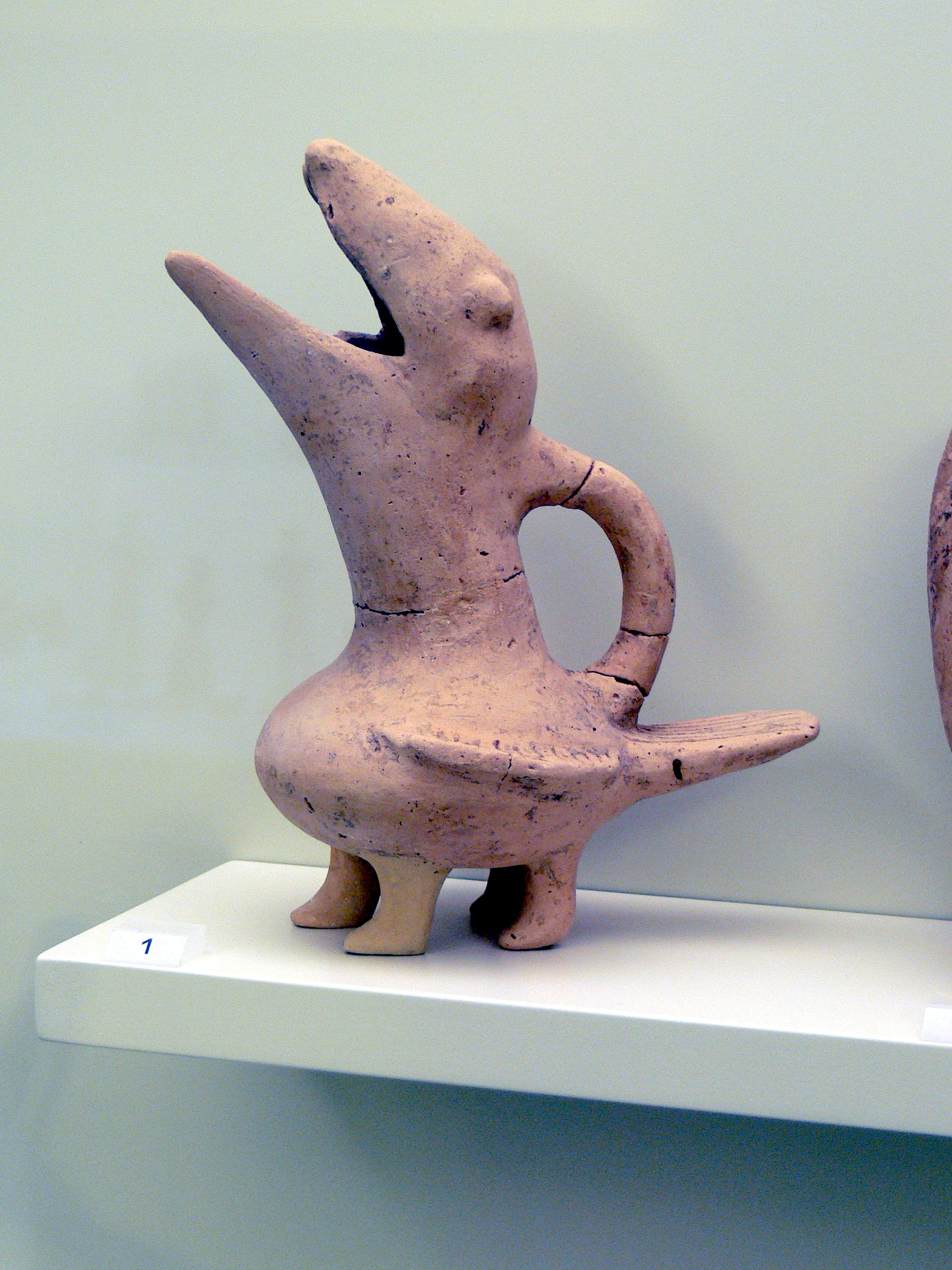
Ocell com a terrissa. Període prepalat (3300-2100 aC) Museu Arqueològic d'Herakleion.